# Witold Szalonek

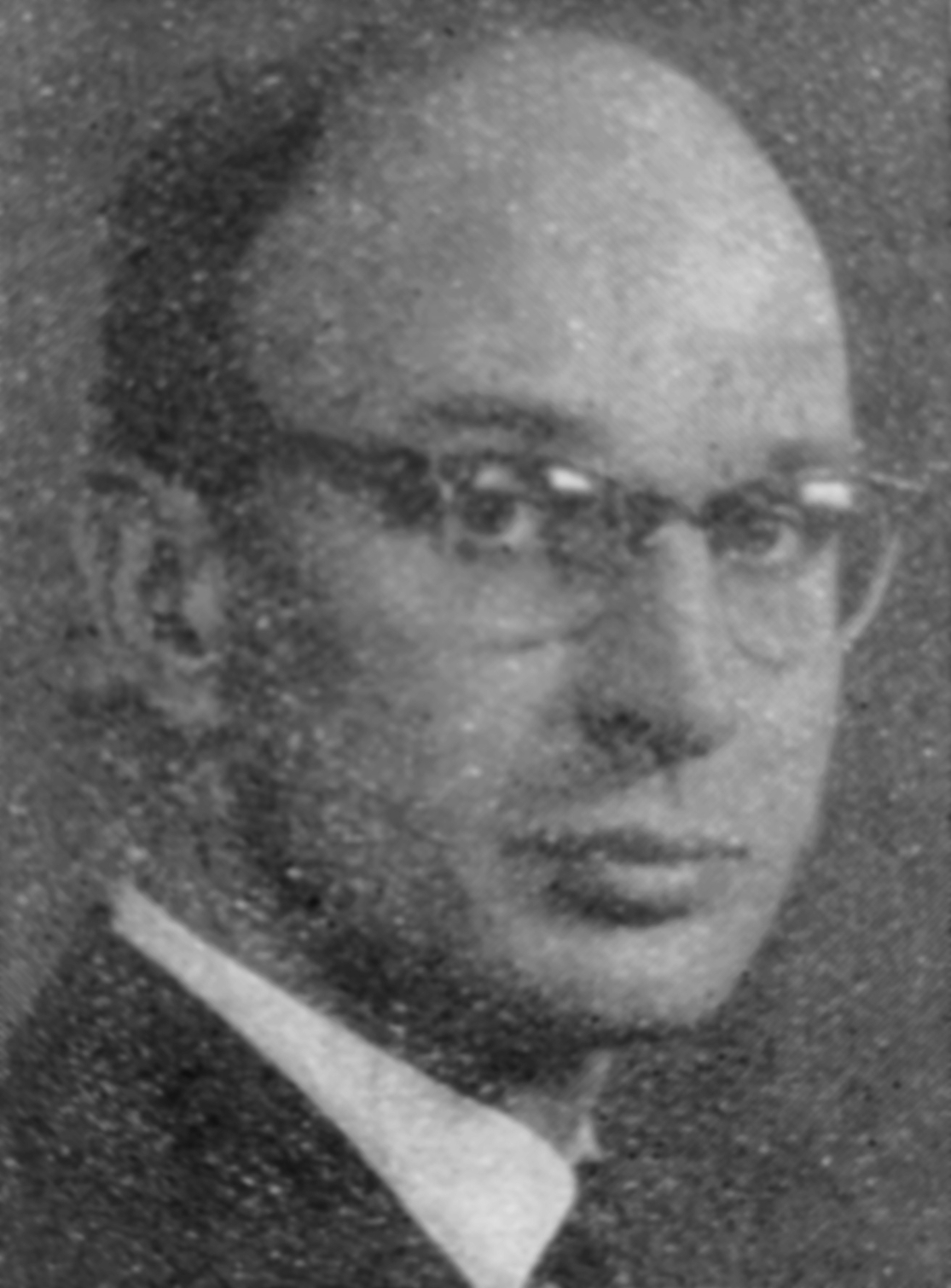
Witold Szalonek

Witold Szalonek (* 2. März 1927 in Czechowice-Dziedzice; † 12. Oktober 2001 in Berlin) war ein polnischer Komponist und Hochschullehrer.

## Vita

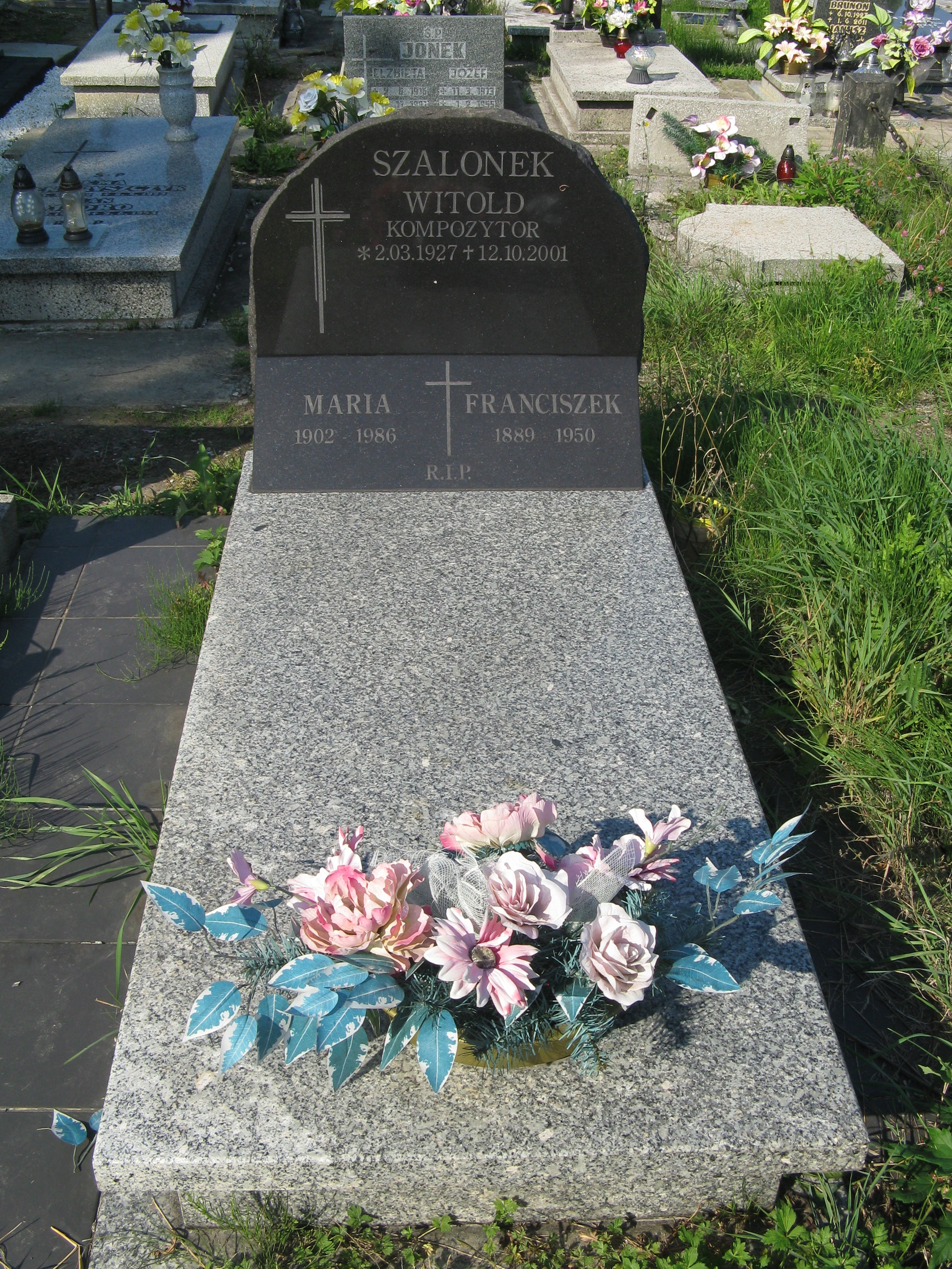
Grabstätte von Witold Szalonek auf dem Friedhof von Bytom-Łagiewniki

Szalonek studierte von 1949 bis 1956 Klavier an der Musikakademie Kattowitz bei Wanda Chmielowska und Komposition bei Bolesław Woytowicz. Er nahm an den Darmstädter Ferienkursen teil und war von 1962 bis 1963 Schüler von Nadia Boulanger in Paris. 1956 wurde er Assistent, 1966 Professor und 1972 Rektor. Auf Einladung des Deutschen Akademischen Austauschdienstes war er in den frühen 1970er Jahren artist in residence und ab 1973 Professor an der Hochschule der Künste in West-Berlin. In der Folgezeit gab er Seminare und Kurse in Polen, Dänemark, Deutschland, Finnland und der Slowakei.
Er komponierte größtenteils kammermusikalische Werke in unterschiedlicher Besetzung sowie Werke für verschiedene Soloinstrumente, eine Kantate, eine Ballade für zwei Chöre und weitere Chorwerke, Lieder und Schauspielmusiken.

## Schüler
- Mikko Heiniö (* 1948)
- Rainer Rubbert (* 1957)
- Roland Bittmann (* 1958)
- Conrado del Rosario (* 1958)
- Thierry Blondeau (* 1961)
- Frank Schweizer (* 1962)
- Stefan Stoll (* 1963)
- Raoul Grüneis (* 1964)
- Christoph Staude (* 1965)
- Aleksander Gabryś (* 1974)
- Cecilia Pillado (* 1966)
- Marc Lingk (* 1964)